# Toxic (Kurzfilm)
Toxic ist ein britischer, in Stop-Motion animierter Kurzfilm von Andrew McEwan aus dem Jahr 1990.

## Handlung
Aus einem vergifteten Schlammloch erwacht eine Kreatur. Mit ihren Tentakeln wirft sie Spinnfäden aus und verspeist große Lebewesen. Zunächst nur wurmartig, wird das Wesen immer größer, bis es ganze Landstriche mit seinen Netzen einwebt und die Lebewesen tötet.
Weit entfernt erwacht ein in Formaldehyd konserviertes Schnabeltier zum Leben und steigt aus seinem Glas. Es erweckt andere konservierte Tiere, darunter ein Gürteltier und ein mausähnliches Wesen, zum Leben. Die Tiere ziehen los, um das Monster zu besiegen. Auf ihrem Weg retten sie einen eingewebten Vogel, der ihnen den Weg zum Monster weist. Schließlich treffen die Tiere auf das Wesen, das inzwischen zu einer riesigen Metallspinne mutiert ist. Der Kampf beginnt und nach und nach werden die Tiere durch die Spinne oder ihre metallenen Krieger eingewebt und getötet. Nur das Schnabeltier leistet erbitterten Widerstand. Mithilfe eines Bumerangs kann es die Spinne töten. Auf dem Bumerang fliegt das Schnabeltier davon und der bedeckte Himmel reißt auf. Am Ende sind die Formaldehydgläser zu sehen; in einem neuen scheinen die Reste des Monsters gefangen zu werden.

## Produktion
McEwan schuf Toxic während seiner Zeit am Royal College of Art. Es war seine einzige Regiearbeit. Der Film lief im Rahmen der Reihe Four-Mations auf Channel 4.

## Auszeichnungen
Toxic gewann 1991 den BAFTA in der Kategorie Bester animierter Kurzfilm.